# 焦先

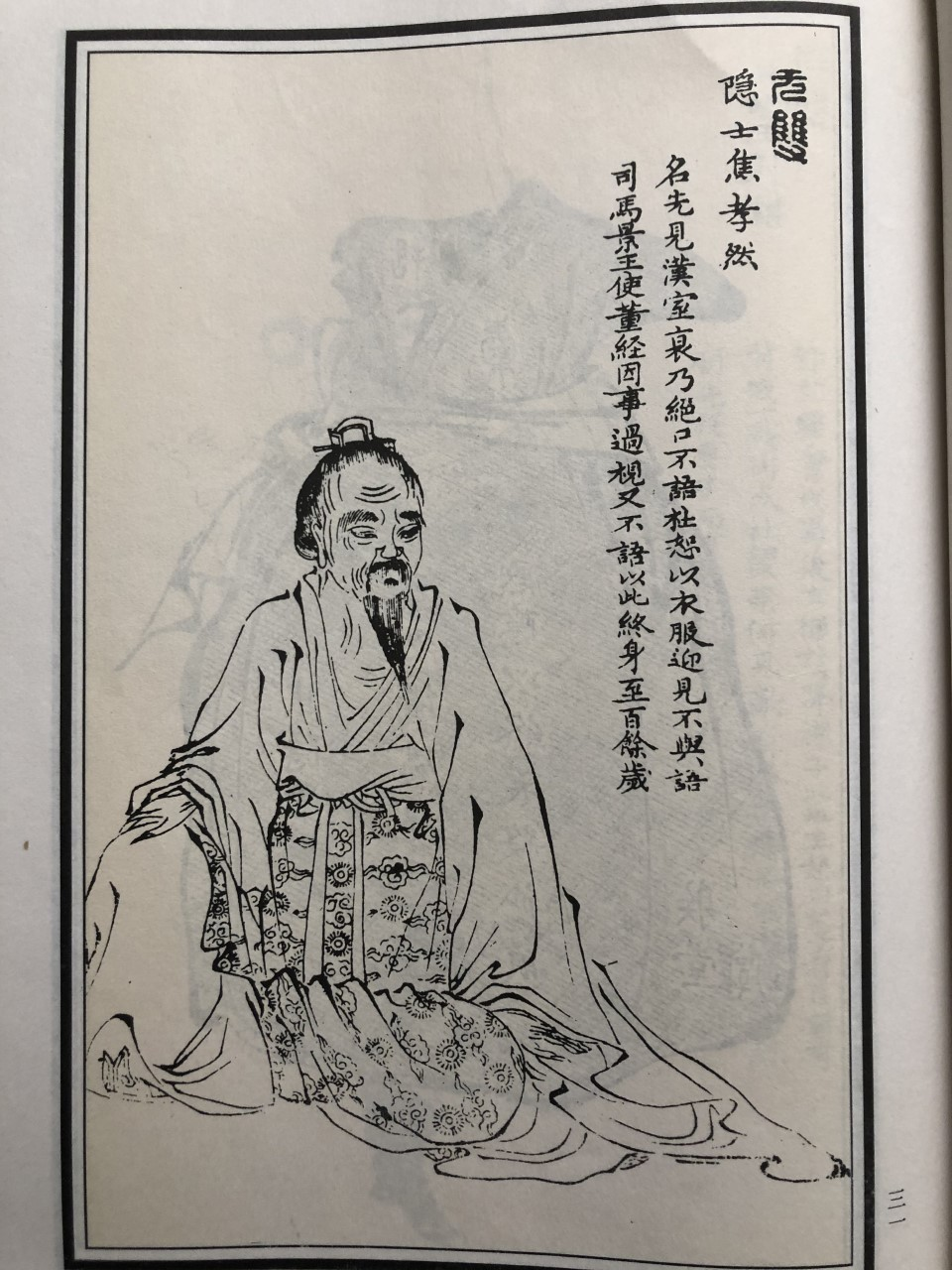
《無雙譜》焦先畫像

焦先（?—?），字孝然，河东郡大陽縣（今山西省）人，东汉末三国时曹魏养生家。
汉灵帝中平末年，白波起义，焦先避地扬州。建安初年到关中，隐居大阳（今山西平陆西南）。在河滨结草为蜗牛庐，独居其中。饿了出来为客作，饱食而已，不取其值。他的身体污垢皆如泥滓，冬夏常不穿衣服，结草为裳，卧不设席, 又无草褥，以身体躺在土上。呻吟独语，少与人言。常食白石，以分与人，熟煮像山芋一样吃。每日上山砍柴，背着送人。先自村头第一家起，逐家进行施舍，周而复始，不和他人说话。衣破，卖柴买旧衣服穿。一天野火烧了他的草庐，人们见他危坐不动，火后徐徐起身。遭冬雪大至, 先光着身子卧倒不动。至曹芳时期，活了一百七十岁。以隐士异节闻世。当时人或认为是狂痴，或认为是仙人。

## 高士傳記載
焦先字孝然，世莫知其所出也，或言生漢末。及魏受禪，常結草為廬於河之濱，獨止其中。冬夏袒不著衣，臥不設席，又無蓐，以身親土，其體垢汗皆如泥滓，不行人間。或數曰一食，行不由邪徑，目不與女子迕視，口未嘗言，雖有警急不與人語。後野火燒其廬，先因露寢，遭冬雪大至，先袒臥不移。人以為死，就視如故。後百餘歲卒。